# Torvald Køhl
Torvald Heinrich Johan Køhl (født 7. oktober 1852 i København, død 19. marts 1931 i Odder) var en dansk amatørastronom og skolemand.
Køhl var 1893-1903 forstander for den kommunale realskole i Odder, hvor han byggede sig et privat observatorium. Foruden enkelte skolebøger som Grundtræk af den fysiske Geografi (1885) har Køhl skrevet talrige astronomiske opsatser i tidsskrifter og dagspressen og udgivet blandt andet Lærebog i Astronomien (1896), Astronomien i Billeder og Tekst (1898). I 1927 blev han Ridder af Dannebrog.
Som praktisk astronom har Køhl hovedsagelig beskæftiget sig med stjerneskud og foranderlige stjerner. Resultaterne er meddelt i fagtidsskrifter. I det danske Videnskabernes Selskabs forhandlinger 1905-1913 har han offentliggjort afhandling Ildkugler og Stjerneskud over Danmark og nærmeste Omland 1875-1912. Køhl holdt under mange år hver vinter en række populær-astronomiske foredrag i alle egne af Danmark.